# Epinephelus septemfasciatus
Epinephelus septemfasciatus es una especie de peces de la familia Serranidae en el orden de los Perciformes.

## Morfología
• Los machos pueden llegar alcanzar los 155 cm de longitud total.

## Distribución geográfica
Se encuentra en el Japón, Corea y China.